# Báhoň
Báhoň (ungarisch Báhony) ist eine Gemeinde im Bezirk Pezinok in der Slowakei nördlich von Bratislava.

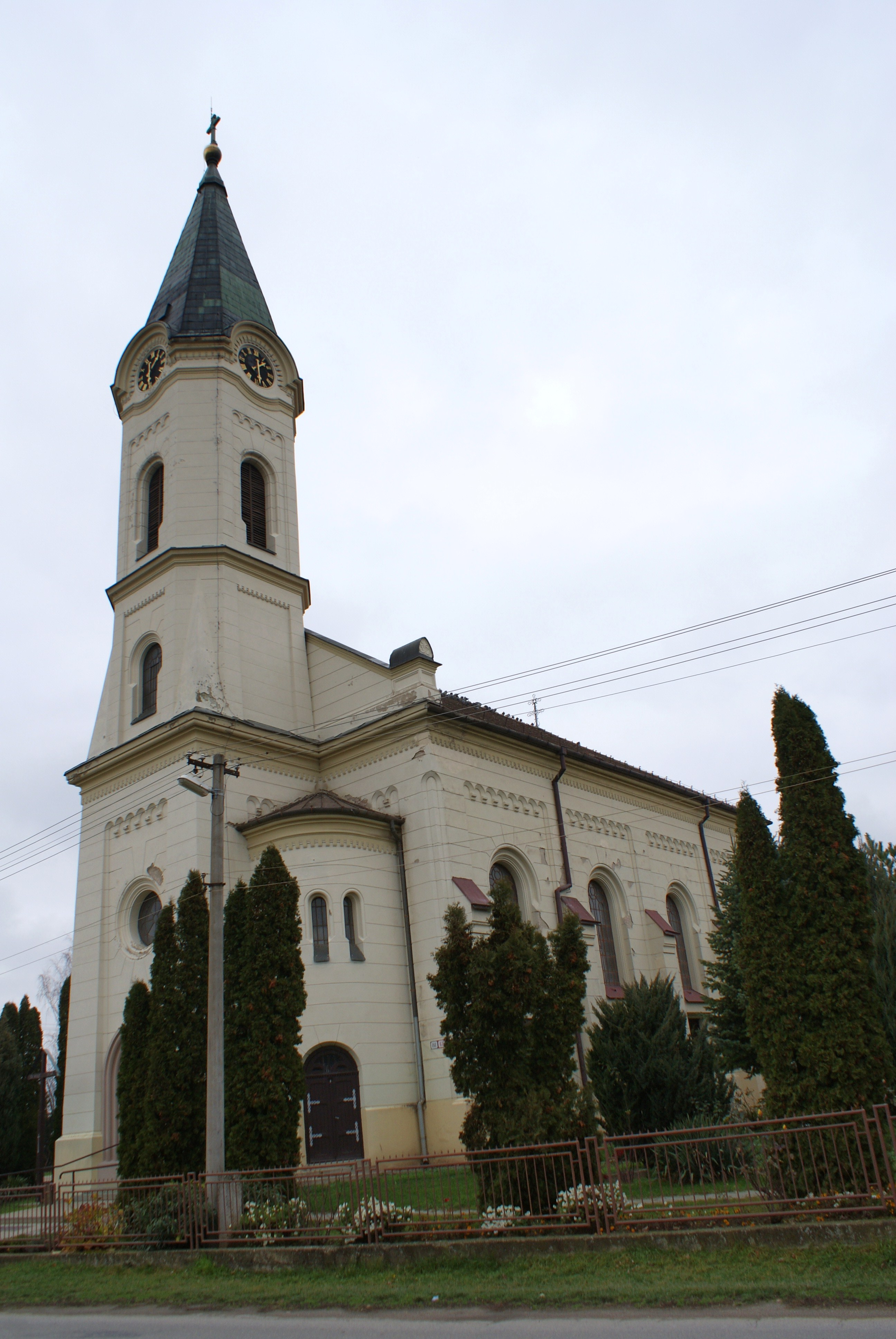
Kirche

## Lage und Allgemeines
Die Gemeinde liegt im weitläufigen Tal des Flusses Waag, an der Bahnstrecke Bratislava–Žilina.
Báhoň ist vor allem bekannt für seine Weingüter. Der Ort liegt an der Weinroute der Kleinen Karpaten, welche alle wichtigen Weingemeinden der Region verbindet.

## Geschichte
Der Ort fand seine erste Erwähnung als Bahun im Jahre 1244. Durch die Nähe zu Bratislava gehörte das Gebiet des Ortes zu der heutigen Hauptstadt und somit später auch zum Einflussgebiet der ungarischen Könige. In der Mitte des 16. Jahrhunderts entwickelte sich ein starker deutscher Einfluss im Ort. Diese Bevölkerungsgruppe wurde über die Jahre sehr bestimmend. Diese Dominanz nahm ein halbes Jahrhundert nach der Einwanderung einer kroatischen Minderheit ab. Erst nach der Gründung der Tschechoslowakei wurde die Gemeinde komplett slowakisch.
Im Jahre 1580 erbaute die herrschende Familie Jazernický ein Herrenhaus, welches in den Jahren 1759 bis 1765 erweitert wurde. Es wurde im Jahre 1816 im neoklassischen Stil wiedererbaut und in den Jahren 1935 und 1936 renoviert. In den 1930er-Jahren wurde das Herrenhaus in ein Heim für Blinde umgewandelt.
Im Jahre 1845 wurde die Station der Pferdebahn von Trnava nach Bratislava in Báhoň eröffnet. Die Bahnstrecke beeinflusste die soziale sowie industrielle Entwicklung der Gemeinde nachhaltig, was durch die Eröffnung der Bahnstrecke von Bratislava nach Žilina verstärkt wurde.
Zwischen den Jahren 1914 und 1921 wurde in Báhoň eine katholische Kirche, benannt nach Franz von Assisi, erbaut. Der Architekt des Bauwerks war Milan Michal Harminc.
Zwischen 1974 und 1990 war die Gemeinde größer als heute, denn die Gemeinden Kaplna und Igram gehörten auch zur Gemeinde Báhoň.

## Bevölkerung
| Jahr                | 1994 | 2004    | 2014    | 2024    |
| ------------------- | ---- | ------- | ------- | ------- |
| Anzahl der Personen | 1479 | 1615    | 1748    | 1812    |
| Unterschied         |      | +9,19 % | +8,23 % | +3,66 % |

| Jahr                | 2023 | 2024    |
| ------------------- | ---- | ------- |
| Anzahl der Personen | 1833 | 1812    |
| Unterschied         |      | −1,14 % |